# Europaparlamentsvalet i Grekland 2014
Europaparlamentsvalet i Grekland 2014 ägde rum söndagen den 25 maj 2014. Drygt tio miljoner personer var röstberättigade i valet om de 21 mandat som Grekland hade tilldelats. Grekland är inte uppdelat i några valkretsar, utan fungerade som en enda valkrets i valet. I valet tillämpade landet ett valsystem med partilistor, Hares metod och en spärr på tre procent för småpartier.

## Opinionsmätningar
Opinionsmätningar innan valet visade att socialdemokratiska PASOK troligen skulle tappa kraftigt till följd av den ekonomiska krisen i Grekland. Istället väntades det mer vänsterorienterade partiet Syriza inta positionen som största parti jämte det liberalkonservativa Ny demokrati. Det nya socialliberala och socialdemokratiska partiet Potami väntades bli tredje största parti, samtidigt som det högerextrema partiet Gyllene gryning väntades ta mandat för första gången i ett Europaparlamentsval.

## Valresultat
Av 9 907 995 röstberättigade personer röstade 5 942 196 personer i valet, ett valdeltagande på 59,97%. Syriza blev valets största parti med 26,58% av rösterna och 6 mandat. Näst största parti blev Ny demokrati med 22,71% av rösterna och 5 mandat. Tredje största parti blev Gyllene gryning med 9,4% av rösterna och 3 mandat. Den inför valet nybildade koalitionen Olivträdet (grekiska: Ελιά, Elia), där PASOK samt tre andra mindre partier ingick, blev fjärde största parti med 8,02% av rösterna och 2 mandat. Det nya partiet Potami blev femte största parti med 6,6% av rösterna och 2 mandat. Greklands kommunistiska parti blev sjätte största parti med 6,09% av rösterna och 2 mandat. Oberoende greker blev sjunde största parti med 3,46% av rösterna och 1 mandat.